# Paper Gods
Paper Gods (tłum. z ang. "Bogowie z papieru") – czternasty album studyjny brytyjskiej grupy new wave Duran Duran, wydany 11 września 2015 przez Warner Bros. Records.

## Lista utworów
1. Paper Gods (featuring Mr Hudson)
2. Last Night in the City (featuring Kiesza)
3. You Kill Me with Silence
4. Pressure Off (featuring Janelle Monáe and Nile Rodgers)
5. Face for Today
6. Danceophobia (featuring Lindsay Lohan)
7. What Are the Chances? (featuring John Frusciante)
8. Sunset Garage
9. Change the Skyline (featuring Jonas Bjerre)
10. Butterfly Girl (featuring John Frusciante)
11. Only in Dreams